# Pulad
Pulad o Pulad Khan (... – 1410) è stato un condottiero mongolo, Khan dell'Orda d'Oro dal 1407 al 1410, durante gli anni di declino del regno.

## Biografia
Lontano discendente di Gengis Khan, Pulad era figlio o fratello di Shadibek, Khan dell'Orda d'Oro dal 1407 al 1410. Venne allevato dal condottiero ed emiro Edigu, da diverso tempo legato alla sua famiglia.
Succedette a Shadibek nel 1407, dopo la morte di quest'ultimo. Come regnante di uno stato indebolito e in decadenza, Pulad cercò di ripristinare il prestigio e l'influenza dell'Orda d'Oro nel contesto internazionale. La politica di Edigu (fondatore dell'Orda Nogai) contribuì attivamente al raggiungimento dei suoi obbiettivi. Pulad chiese a diversi principi russi di venire all'Orda per ricevere riconoscimenti e per la risoluzione delle controversie tra di essi, nonché per la riscossione di tributi.
Nel 1407 Pulad risolse una disputa all'interno del principato di Tver' tra Ivan Michajlovič e Jurij Tverskij, conclusasi in favore del primo. Nel 1408 combatté invece contro la Lituania. Lo stesso anno fece ritorno nel khanato come Pulad Khan e aiutò il principe Ivan Vladimirovič Pronskij ad attaccare la città di Perejaslavl' Rjazanskij (moderna Rjazan'), estromettendo il sovrano regnante Fedor Olgovič Rjazanskij.
A seguito della campagna di Edigu contro la Russia, Pulad ritirò il proprio sostegno all'alleato poco prima dell'assedio di Mosca nel 1409 per concentrare i propri sforzi nella ricerca di un nuovo pretendente al trono nell'Orda. Più tardi ordinò l'invio di un'ambasciata a Herat: lo scopo era di congratularsi con il sovrano timuride Shah Rukh, stabilitosi a Samarcanda e padre di Uluğ Bek, e instaurare relazioni pacifiche fra i due regni.
Tra il 1409 e il 1410 la corte di Pulad ricevette la visita dell'ambasciata del sultano egiziano al-Melik an-Nasir Faraj. Il condottiero non ebbe figli e alla sua morte nel 1410 fu sostituito dal nipote Timur Khan, figlio di Timur Kutlug.